# Safe Trip Home
Safe Trip Home è il terzo album della cantante inglese Dido, pubblicato il 17 novembre 2008.
L'album è stato anticipato dal singolo Don't Believe in Love, uscito il 27 ottobre 2008, e vede la collaborazione di Jon Brion, Rollo Armstrong, Brian Eno, Mick Fleetwood e Questlove. Il sito ufficiale della cantante ha pubblicato le canzoni Look No Further (il 22 agosto 2008) e Grafton Street (il 3 ottobre 2008), presenti nell'album, in attesa dell'uscita del CD. Il quotidiano The Observer ha definito Grafton Street come "la canzone di maggior rilievo dell'album"
L'album è disponibile anche una versione deluxe a due dischi, il secondo dei quali contiene altre tre tracce inedite e un filmato sulla produzione dell'album. Ha anche ottenuto svariate certificazioni,  tra cui Italia dove è oro.

## Produzione
Il primo annuncio della produzione del disco risale all'ottobre del 2005, quando su un temporaneo nuovo sito ufficiale della cantante si leggeva che "Dido si trova al momento negli Stati Uniti per registrare alcune nuove canzoni". In seguito la data d'uscita è stata posticipata diverse volte per cause diverse, tra cui la morte del padre della cantante (al quale è dedicata Grafton Street) avvenuta nel dicembre del 2006. Inizialmente circolavano voci su una possibile uscita nel 2007, verso l'inverno, poi è stata ipotizzata una data tra marzo e aprile del 2008 e infine si è pensato alla fine dell'estate.
Il 22 agosto 2008 finalmente il sito dell'artista ufficializzò l'uscita dell'album per il 3 novembre 2008 e reso disponibile il download di Look No Further. Dal sito è stato anche annunciato il titolo del primo singolo, Don't Believe in Love, la lista delle tracce e l'immagine di copertina del CD. Nei giorni seguenti sul sito è stato inserito un video in tre parti in cui Dido e i suoi collaboratori presentano il disco e parlano dell'artista stessa.
Il 3 ottobre 2008 l'uscita dell'album è stata ulteriormente posticipata al 17 novembre 2008 (18 per gli Stati Uniti) per ritardi nella produzione dei supporti. Per sopperire a tale mancanza nei confronti dei fan in attesa è stato reso disponibile sul sito (questa volta in streaming) l'ascolto di un'altra traccia presa dall'album, Grafton Street.
L'album è stato infine pubblicato il 14 novembre 2008, tre giorni prima del giorno previsto precedentemente.
Il sito web della cantante, in un post pubblicato l'11 dicembre 2008, ha chiesto ai visitatori quale traccia volessero fosse pubblicata come secondo singolo. All'inizio del 2009 sono state pubblicate varie tracce: The Day Before the Day è entrata nelle radio russe il 2 gennaio 2009, Quiet Times è stata ufficialmente girata in radio come secondo singolo in Australia ed è trasmessa anche in Croazia, Russia e Repubblica Ceca; It Comes and It Goes è stata pubblicata ufficialmente come secondo singolo in Italia il 3 marzo 2009.

## Tracce
1. Don't Believe in Love – 3:53 (Dido Armstrong, Rollo Armstrong, Jon Brion)
2. Quiet Times – 3:17 (Dido Armstrong)
3. Never Want to Say It's Love – 3:35 (Dido Armstrong, Jon Brion, Rollo Armstrong)
4. Grafton Street – 5:58 (Dido Armstrong, Rollo Armstrong, Brian Eno)
5. It Comes and It Goes – 3:28 (Dido Armstrong, Jon Brion, Rollo Armstrong)
6. Look No Further – 3:14 (Dido Armstrong, Jon Brion, Rollo Armstrong)
7. Us 2 Little Gods – 4:49 (Dido Armstrong, Rollo Armstrong, Rick Nowels, Daisy Gough)
8. The Day Before the Day – 4:13 (Dido Armstrong, Rollo Armstrong)
9. Let's Do the Things We Normally Do – 4:10 (Dido Armstrong, Jon Brion)
10. Burnin' Love (feat. Citizen Cope) – 4:12 (Dido Armstrong, Clarence Greenwood)
11. Northern Skies – 8:57 (Dido Armstrong, Rollo Armstrong)

Edizione deluxe (CD bonus)
1. For One Day – 5:43 (Dido Armstrong)
2. Summer – 3:55 (Dido Armstrong)
3. Northern Skies (Rollo Version) – 5:53 (Dido Armstrong, Rollo Armstrong)
4. The Day Before the Day (Early Mix) – 4:14 (Dido Armstrong, Rollo Armstrong)
5. Enhanced section (video)

### Tracce pubblicate
Le seguenti tracce non sono state pubblicate tutte come singoli ufficiali, ma si possono ascoltare in streaming sul sito di Dido.
- Look No Further (22 agosto 2008): anteprima dell'album.
- Don't Believe in Love (1º settembre 2008): primo singolo.
- Grafton Street (3 ottobre 2008): anteprima dell'album.
- The Day Before the Day (16 novembre 2008): fa da colonna sonora in un breve film pubblicato sul sito dell'album.
- Quiet Times (19 novembre 2008): è stata inserita in un episodio della serie Grey's Anatomy ed è il secondo singolo australiano.

## Classifiche
| Paese             | Posizione più alta |
| ----------------- | ------------------ |
| Australia         | 6                  |
| Austria           | 11                 |
| Belgio (Fiandre)  | 9                  |
| Belgio (Vallonia) | 7                  |
| Danimarca         | 20                 |
| Finlandia         | 24                 |
| Francia           | 3                  |
| Germania          | 3                  |
| Italia            | 11                 |
| Norvegia          | 18                 |
| Nuova Zelanda     | 6                  |
| Paesi Bassi       | 8                  |
| Polonia           | 14                 |
| Regno Unito       | 2                  |
| Spagna            | 27                 |
| Stati Uniti       | 13                 |
| Svezia            | 20                 |
| Svizzera          | 1                  |